# Cratoptera aurantiacata
Cratoptera aurantiacata là một loài bướm đêm trong họ Geometridae.